# Emerick Ishikawa
Emerick Kotaro Ishikawa (* 23. Oktober 1920 in Lahaina, Hawaii; † 26. November 2006 in Pearl City, Hawaii) war ein US-amerikanischer Gewichtheber.

## Werdegang
Emerick Ishikawa begann als Jugendlicher auf Hawaii mit dem Gewichtheben. Da er sich an der amerikanischen Westküste bessere Trainingsbedingungen versprach, ging er 1940 zuerst nach Seattle und dann nach Sacramento. Kurze Zeit später landete er in einem Internierungslager für Amerikaner japanischer Abstammung in Tule Lake, Kalifornien. In diesem Lager, in dem auch Tamio Kono, der spätere Olympiasieger, interniert war, konnte er, freilich nicht zu den idealen Bedingungen, die er sich vorgestellt hatte, das Training des Gewichthebens fortsetzen.
Nach Aufhebung der Internierung wurde er Mitglied des York Barbell Club in York, PA und später des Yacos Gym in Detroit, Mi. 1944 war er leistungsmäßig so weit, dass er an den US-amerikanischen Meisterschaften (AAU-Championships) teilnehmen konnte. Dabei gewann er im Bantamgewicht mit 282,5 kg im olympischen Dreikampf gleich den US-amerikanischen Meistertitel. Diesen Titel holte er sich auch 1945 im Bantamgewicht sowie 1946 und 1947 im Federgewicht. 1948 wurde er Vizemeister im Federgewicht.
Die internationale Karriere von Emerick Ishikawa begann 1946 mit der Teilnahme bei der Weltmeisterschaft in Paris. Er erzielte dort im Federgewicht 295 kg und kam damit auf den 6. Platz. Bei der Weltmeisterschaft 1947 in Philadelphia steigerte er sich im olympischen Dreikampf auf 302,5 kg und gewann damit im Federgewicht die Bronzemedaille. Weltmeister wurde sein junger Landsmann Robert Higgins, den er bei der US-amerikanischen Meisterschaft dieses Jahres noch geschlagen hatte.
1948 qualifizierte sich Emerick Ishikawa für einen Start bei den Olympischen Spielen in London. Er kam dort im Federgewicht im olympischen Dreikampf auf 307,5 kg und kam damit auf den 6. Platz.
Danach kehrte Emerick Ishikawa nach Hawaii zurück und war in der Hickam Air Force Base in Oahu als Graphic Illustrator tätig. Dazu trainierte er 33 Jahre lang im Nuuaru YMCA junge Gewichtheber.

## Internationale Erfolge
| Jahr | Platz | Wettbewerb         | Gewichtsklasse | Ergebnisse |
| 1946 | 6.    | WM in Paris        | Feder          | mit 295 kg; Sieger: Arvid Andersson, Schweden, 320 kg, vor Mahmoud Fayad, Ägypten, 317,5 kg                   |
| 1947 | 3.    | WM in Philadelphia | Feder          | mit 302,5 kg, hinter Robert Higgins, USA, 310 kg und Nam Su-il, Südkorea, 307,5 kg                            |
| 1948 | 6.    | OS in London       | Feder          | mit 307,5 kg (92,5-95-120), Sieger: Mahmoud Fayad, 332,5 kg, vor Rodney Wilkes, Trinidad und Tobago, 317,5 kg |

## USA-Meisterschaften
| Jahr | Platz | Gewichtsklasse | Ergebnisse                                                                               |
| 1944 | 1.    | Bantam         | mit 282,5 kg (82,5-87,5-112,5), vor Joseph DePietro, 275 kg und Robert Higgins, 272,5 kg |
| 1945 | 1.    | Bantam         | mit 285 kg (87,5-87,5-110), vor M. Mitchell, 210 kg                                      |
| 1946 | 1.    | Feder          | mit 285 kg (85-87,5-112,5), vor Wallace Muro, 285 kg und Dick Bachtell, 280 kg           |
| 1947 | 1.    | Feder          | mit 300 kg (90-92,5-117,5), vor Robert Higgins, 297,5 kg                                 |
| 1948 | 2.    | Feder          | mit 300 kg (90-95-115), hinter William Lowrence, 302,5 kg                                |
| 1952 | 7.    | Feder          | mit 270 kg (82,5-82,5-105); Sieger: Richard Tomita, 292,5 kg (85-90-117,5)               |

Erläuterungen
- alle Wettkämpfe im olympischen Dreikampf, bestehend aus beidarmigem Drücken, Reißen und Stoßen
- Bantamgewicht, Gewichtsklasse bis 56 kg, Federgewicht, bis 60 kg Körpergewicht
- OS = Olympische Spiele, WM = Weltmeisterschaft